# Saint-Jacques-des-Guérets
Saint-Jacques-des-Guérets ist eine französische Gemeinde mit 92 Einwohnern (Stand: 1. Januar 2022) im Département Loir-et-Cher in der Region Centre-Val de Loire. Sie gehört zum Arrondissement Vendôme und ist Teil des Kantons Montoire-sur-le-Loir.

## Geografie
Saint-Jacques-des-Guérets liegt etwa 42 Kilometer nordnordöstlich von Tours und etwa 44 Kilometer westnordwestlich von Blois am Loir, der die Gemeinde im Norden begrenzt. Umgeben wird Saint-Jacques-des-Guérets von den Nachbargemeinden Troo im Norden und Nordwesten, Montoire-sur-le-Loir im Osten und Nordosten, Saint-Martin-des-Bois im Osten und Südosten, Ternay im Süden und Südwesten sowie Artins im Westen und Südwesten.

## Einwohnerentwicklung
| 1962                       | 1968 | 1975 | 1982 | 1990 | 1999 | 2006 | 2018 |
| 133                        | 113  | 106  | 90   | 76   | 78   | 81   | 93   |
| Quellen: Cassini und INSEE |      |      |      |      |      |      |      |

## Sehenswürdigkeiten
- Kirche Saint-Jacques mit sehenswerten Fresken, Monument historique seit 1955

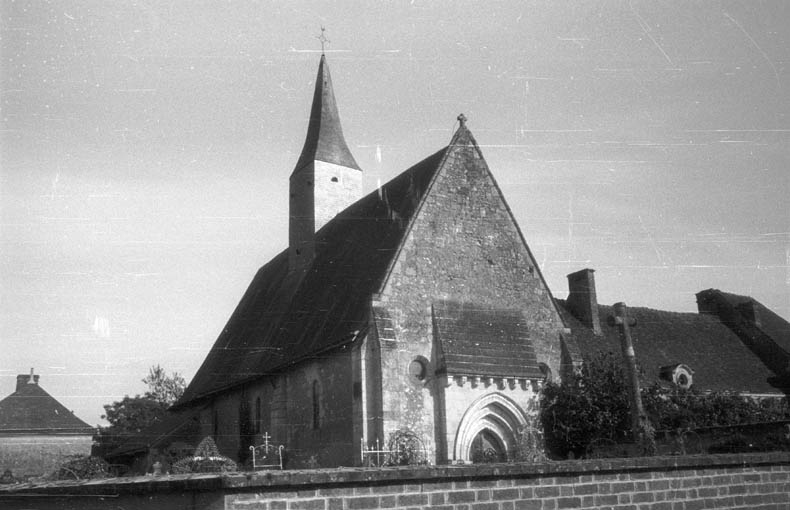
Kirche Saint-Jacques

- Mühle